# Distoleon alcione
Distoleon alcione är en insektsart som först beskrevs av Banks 1911.  Distoleon alcione ingår i släktet Distoleon och familjen myrlejonsländor. Inga underarter finns listade i Catalogue of Life.